# Johnny Dyani
Johnny „Mbizo“ Dyani (* 4. Juni 1947 in East London, Südafrika; † 24. Oktober 1986 in West-Berlin) war ein südafrikanischer Jazzmusiker (Kontrabassist, Pianist, Komponist, Sänger).

## Leben
Dyani stammt aus einer musikalischen Familie, die ein Klavier hatte. Er lernte zunächst singen und baute sich früh aus einer Ölkanne eine Gitarre und aus einer Teekiste einen einsaitigen Bass, mit dem er auf der Straße auftrat und in einer Kinderband Kwelamusik spielte. Bei den Pfadfindern und in einer Kirchengruppe lernte er Trommel und Trompete spielen. Sein älterer Bruder lud ihn ein, wie er in den Vokalgruppen The Boogie Brothers und The Five Slickers zu singen. Professionell arbeitete er zunächst als Leadsänger von Tete Mbambisas Gesangsgruppe Junior Four Yanks (Mbambisa wohnte in der Nachbarschaft; im Haus von dessen Mutter konnte Dyani Klavier und Kontrabass spielen), die auf ihrer ersten Konzertreise 1961 von Dudu Pukwana begleitet wurden. Nachdem die Gruppe im Herbst 1962 aufgelöst worden war, wurde Dyani Mitglied von Eric Nomvetes Band, The African Revellers Review, zu der auch Mongezi Feza gehörte. Im Herbst 1963 gehörte er kurzzeitig zu der Show Back in Your Own Backyard, um deren Bassisten zu ersetzen.
Anfang 1964 wurde er Bassist der „Blue Notes“, wo er Sammy Maritz ersetzte; mit ihm, Louis Moholo, Mongezi Feza, Nick Moyake, Dudu Pukwana und Chris McGregor erspielte sich das Ensemble aus fünf schwarzen und einem weißen Südafrikaner schnell internationalen Ruf. Doch das Apartheidregime duldete diese Zusammenarbeit nicht. Eine umjubelte Tournee 1964 nach Europa wurde zum Schlüsselerlebnis und konfrontierte die fünf Südafrikaner mit der Entscheidung zum Exil.
Ein triumphaler Erfolg der „Blue Notes“ auf dem Jazzfestival in Antibes und ein längerer Auftritt im Cafe „Africana“ in Zürich waren die ersten Stationen Dyanis im Exil. Die Gruppe ging nach London, versetzte die englische Jazz-Szene in Turbulenzen und erfuhr selbst die Kraft des Aufbruchs im Jazz dieser Jahre. Dyani spielte in den folgenden Jahren mit vielen wichtigen Vertretern des freien Jazz wie Steve Lacy, Charles Mingus, Roland Kirk, Don Cherry, Roswell Rudd und Archie Shepp. In Europa arbeitete er auch erstmals mit seinen Landsleuten Makaya Ntshoko und Dollar Brand. In dieser Londoner Zeit begann auch die Zusammenarbeit mit Derek Bailey, Irène Schweizer, Han Bennink, Rüdiger Carl, Evan Parker als Protagonisten der freien improvisierten Musik.
Zu Beginn der 1970er Jahre siedelte Dyani nach Kopenhagen über. Seine beiden Töchter wurden dort geboren und sind dort ebenso wie sein Adoptivsohn Thomas Dyani aufgewachsen. Die Jahre in Skandinavien brachten neue musikalische Begegnungen und eine Vielzahl von Projekten und Gruppen hervor. Die Langfristigkeit der Zusammenarbeit mit John Tchicai, Don Cherry, Okay Temiz und Pierre Dørge wurde noch bereichert durch Projekte mit seinen Freunden aus den „Blue Notes“ und Kollegen aus den Jahren in London und Zürich wie Harry Beckett; außerdem wirkte er bei Louis Moholos Album Spirits Rejoice! (1978) mit. Sein Umzug nach Stockholm Anfang der 1980er Jahre bewirkte keinen Bruch dieser Aktivität: Johnny Dyani war Motor und Inspirator und Ankläger des Apartheidregimes in Südafrika zugleich.
Sein letztes Projekt plante er zu Beginn des Jahres 1986. Dyani wollte eine südafrikanische Band, in der Flüchtlinge und Musiker von daheim zusammentreffen sollen. Der erneute Ausnahmezustand, zehn Jahre nach dem Schüleraufstand von Soweto wiederum brutal praktiziert, ließ diesen Plan scheitern.
So wurde auch sein letztes Projekt wieder ein Bündnis von Flüchtlingen und Sympathisanten: eine Tournee durch Deutschland mit Konzerten eigener thematischer Ausprägung, unterstützt durch Ausstellungen, begleitet von Vortrag, Gespräch, Diskussion. Der Name „Jazz gegen Apartheid“ entstand. Die Tour begann mit einem Konzert in Berliner „Quartier Latin“. Es war das letzte Konzert von Johnny „Mbizo“ Dyani.
Johnny Dyanis große musikalische Bandbreite reichte von den traditionellen Klängen der Xhosa-Volksmusik (Dyani entstammte dem Volk der Xhosa) bis tief in den Bereich des Free Jazz. Ausgestattet mit einem mächtigen Sound auf dem Bass prägte und bestimmte er mit seiner liedhaften Melodik, einer obertongeprägten Spielweise und einer fulminanten rhythmischen Energie die Spielweise unzähliger Formationen.

## Auswahl-Diskografie
- Legacy – Life in South Africa 1964, Blue Notes, Ogun
- Johnny Dyani/Okay Temiz/Mongezi Feza Music for Xaba, Vol. 1 & 2, 1972, Sonet
- Blue Note’s for Mongesi, 1975, Ogun
- Yonka (Turkey), Okay Temiz/Johnny Dyani, 1976
- Blue Notes in Concert, Vol. 1, Blue Notes, 1977, Ogun
- Spirit Rejoice, Louis Moholo Octet, 1978, Ogun
- Witchdoctors Son, J. Dyani Sextet, 1978, SteepleChase
- Song for Biko, J. Dyani Quartet, 1978, SteepleChase
- 3D Family, David Murray, 1978, HatHut
- Echos from Africa, Abdullah Ibrahim, 1979, Enja
- Black Paladins, Joseph Jarman/Don Moye, 1979
- Mbizo, 1981
- Grand Mother’s Teaching, 1982
- Africa, Johnny Dyani. 1983, SteepleChase
- Brikama, Pierre Dørge & New Jungle Orchestra, 1984
- Even the Moon Is Dancing, Pierre Dørge & New Jungle Orchestra, 1985, SteepleChase
- South African Exile's Thunderbolt, Chris McGregor, 1986, Pam
- Let the Music Take You, David Murray Quartet, 1987
- Johnny Dyani/Okay Temiz/Mongezi Feza Rejoice 1988, Cadillac Records (rec. 1972)
- Witchdoctor’s Son feat. Dudu Pukwana Together, 1989, Cadillac (rec. 1979/80, mit Bosse Skoglund)
- Louis Moholo-Moholo / Dudu Pukwana / Johnny Dyani, Frank Wright: Spiritual Knowledge and Grace, 2011